# Unter der Sonne
Unter der Sonne – solowy album niemieckiego rapera o pseudonimie Chakuza.

## Lista utworów

### CD1
1. Intro 02:08
2. Blind (feat. Evelyn) 03:49
3. Unter der Sonne (feat. Bushido) 03:24
4. Licht und Schatten (feat. Nyze) 03:44
5. Running Man 03:13
6. Geht Nicht (feat. Raf Camora) 03:41
7. Stahlstadtjunge 03:48
8. Lass mich atmen (feat. Tarc) 03:36
9. E.R. (feat. Bizzy Montana) 03:25
10. Jackpot (feat. Lenny Wolf) 03:49
11. Ich warte 03:19
12. Asozialenslang (feat. Summer Cem) 03:39
13. Was ist passiert? 04:11
14. Wir marschieren 04:24
15. Krieg im Kopf 03:31
16. Outro 02:36

### CD2
1. Legenden (feat. Sprachtot) 03:54
2. Schlag Alarm (feat. Kay One) 03:40
3. Nur wenn ich schlafe 03:30
4. Was dann? (feat. D-Bo) 03:22
5. M.o.t.u. (feat. Presi) 03:41